# Stiefenhofen
Stiefenhofen è un comune tedesco di 1 743 abitanti, situato nel land della Baviera.